# Chiridotea arenicola
Chiridotea arenicola is een pissebed uit de familie Chaetiliidae. De wetenschappelijke naam van de soort is voor het eerst geldig gepubliceerd in 1960 door Wigley.